# Pallamano Trieste 1999-2000
Questa pagina raccoglie i dati riguardanti la Pallamano Trieste nelle competizioni ufficiali della stagione 1999-2000.

## Rosa

### Giocatori
| N° | Naz.               | Ruolo | Sportivo              | Anno | Alt. | Peso |
| -- | ------------------ | ----- | --------------------- | ---- | ---- | ---- |
| 1  | Italia (bandiera)  | P     | Pierluigi Di Marcello | 1978 |      |      |
| 12 | Italia (bandiera)  | P     | Zoran Srebrnic        | 1975 |      |      |
| 16 | Italia (bandiera)  | P     | Ivan Mestriner        | 1970 |      |      |
| 3  | Croazia (bandiera) | A     | Nino Velenik          | 1969 |      |      |
| 4  | Italia (bandiera)  | PV    | Giorgio Oveglia       | 1963 |      |      |
| 6  | Svezia (bandiera)  | PV    | Kalle Andersson       | 1976 |      |      |
| 7  | Italia (bandiera)  | T     | Martiniano Molina     | 1972 |      |      |
| 8  | Italia (bandiera)  | T     | Marcelo Schmidt-Ricci | 1966 |      |      |
| 9  | Italia (bandiera)  | A     | Alessandro Fusina     | 1971 |      |      |
| 10 | Italia (bandiera)  | A     | Michele Guerrazzi     | 1971 |      |      |
| 11 | Italia (bandiera)  | PV    | Antonio Pastorelli    | 1971 |      |      |
| 14 | Italia (bandiera)  | T     | Alessandro Tarafino   | 1971 |      |      |
| 15 | Italia (bandiera)  | A     | Marco Lo Duca         | 1971 |      |      |
| 18 | Romania (bandiera) | PV    | Eremia Piriianu       | 1975 |      |      |
| 19 | Italia (bandiera)  | A     | Marco Visintin        | 1982 |      |      |
| 20 | Georgia (bandiera) | T     | Tite Kalandadze       | 1972 |      |      |

### Staff
- Allenatore:  Tone Tiselj
- Allenatore in seconda:  Piero Sivini
- Massaggiatore:  Enzo Gianlorenzi

## Risultati

### Serie A1

#### Stagione regolare

##### Girone d'andata
| Trieste 25 settembre 1999 | Trieste | 28 – 22 | Messina |  |

| Trieste 2 ottobre 1999 | Trieste | 25 – 21 | Ortigia |  |

| Enna 9 ottobre 1999 | Haenna | 25 – 25 | Trieste |  |

| Trieste 16 ottobre 1999 | Trieste | 23 – 23 | Modena |  |

| Merano 23 ottobre 1999 | Black Devils | 26 – 30 | Trieste |  |

| Trieste 30 ottobre 1999 | Trieste | 23 – 23 | Bologna 1969 |  |

| Conversano 6 novembre 1999 | Conversano | 21 – 29 | Trieste |  |

| Trieste 13 novembre 1999 | Trieste | 36 – 21 | Città Sant'Angelo |  |

| Rubiera 20 novembre 1999 | Rubiera | 16 – 21 | Trieste |  |

| Trieste 27 novembre 1999 | Trieste | 34 – 18 | Mordano |  |

| Bressanone 4 dicembre 1999 | Brixen | 23 – 24 | Trieste |  |

| Trieste 8 dicembre 1999 | Trieste | 29 – 22 | Prato |  |

| Fasano 11 dicembre 1999 | Junior Fasano | 24 – 30 | Trieste |  |

##### Girone di ritorno
| Messina 5 febbraio 2000 | Messina | 18 – 30 | Trieste |  |

| Siracusa 12 febbraio 2000 | Ortigia | 25 – 30 | Trieste |  |

| Trieste 19 febbraio 2000 | Trieste | 33 – 20 | Haenna |  |

| Modena 26 febbraio 2000 | Modena | 25 – 28 | Trieste |  |

| Trieste 4 marzo 2000 | Trieste | 34 – 27 | Black Devils |  |

| San Lazzaro di Savena 11 marzo 2000 | Bologna 1969 | 17 – 17 | Trieste |  |

| Trieste 18 marzo 2000 | Trieste | 25 – 22 | Conversano |  |

| Città Sant'Angelo 25 marzo 2000 | Città Sant'Angelo | 21 – 26 | Trieste |  |

| Trieste 1 aprile 2000 | Trieste | 25 – 21 | Rubiera |  |

| Mordano 8 aprile 2000 | Mordano | 22 – 25 | Trieste |  |

| Trieste 15 aprile 2000 | Trieste | 27 – 19 | Brixen |  |

| Prato 25 aprile 2000 | Prato | 23 – 27 | Trieste |  |

| Trieste 29 aprile 2000 | Trieste | 33 – 31 | Junior Fasano |  |

#### Playoff

##### Quarti di finale
| Squadra 1      | Squadra 2 | Andata                | Ritorno                | Totale  |
| -------------- | --------- | --------------------- | ---------------------- | ------- |
| Tassina Rovigo | Trieste   | Rovigo, 3 maggio 2000 | Trieste, 6 maggio 2000 | 35 - 55 |
| Tassina Rovigo | Trieste   | 16 - 28               | 19 - 27                | 35 - 55 |

##### Semifinali
| Squadra 1 | Squadra 2 | Gara 1                  | Gara 2                     |
| --------- | --------- | ----------------------- | -------------------------- |
| Trieste   | Brixen    | Trieste, 10 maggio 2000 | Bressanone, 13 maggio 2000 |
| Trieste   | Brixen    | 26 - 19                 | 29 - 20                    |

##### Finale
| Squadra 1 | Squadra 2 | Gara 1                  | Gara 2                |
| --------- | --------- | ----------------------- | --------------------- |
| Trieste   | Prato     | Trieste, 20 maggio 2000 | Prato, 27 maggio 2000 |
| Trieste   | Prato     | 28 - 22                 | 23 - 17               |

### Coppa Italia

#### Ottavi di finale
| Squadra 1      | Squadra 2 | Andata  | Ritorno | Totale  |
| -------------- | --------- | ------- | ------- | ------- |
| Tassina Rovigo | Trieste   | Rovigo  | Trieste | 36 - 54 |
| Tassina Rovigo | Trieste   | 16 - 24 | 20 - 30 | 36 - 54 |

#### Quarti di finale
| Squadra 1 | Squadra 2 | Andata  | Ritorno | Totale  |
| --------- | --------- | ------- | ------- | ------- |
| Messina   | Trieste   | Messina | Trieste | 47 - 65 |
| Messina   | Trieste   | 21 - 33 | 26 - 32 | 47 - 65 |

#### Semifinale
| Squadra 1 | Squadra 2 | Andata  | Ritorno | Totale  |
| --------- | --------- | ------- | ------- | ------- |
| Rubiera   | Trieste   | Rubiera | Trieste | 37 - 44 |
| Rubiera   | Trieste   | 21 - 21 | 16 - 23 | 37 - 44 |

#### Finale
| Squadra 1 | Squadra 2 | Andata  | Ritorno | Totale        |
| --------- | --------- | ------- | ------- | ------------- |
| Trieste   | Prato     | Trieste | Prato   | 39 - 39 (gfc) |
| Trieste   | Prato     | 22 - 24 | 17 - 15 | 39 - 39 (gfc) |

### Cup Winners'Cup

#### Sedicesimi di finale
| Squadra 1         | Squadra 2               | Andata  | Ritorno | Totale  |
| ----------------- | ----------------------- | ------- | ------- | ------- |
| Pallamano Trieste | Lusis Akademikas Kaunas | Trieste | Kaunas  | 50 - 43 |
| Pallamano Trieste | Lusis Akademikas Kaunas | 26- 19  | 24 - 24 | 50 - 43 |

#### Ottavi di finale
| Squadra 1   | Squadra 2         | Andata | Ritorno | Totale  |
| ----------- | ----------------- | ------ | ------- | ------- |
| RK Pelister | Pallamano Trieste | Bitola | Trieste | 39 - 45 |
| RK Pelister | Pallamano Trieste | 21- 19 | 18- 26  | 39 - 45 |

#### Quarti di finale
| Squadra 1         | Squadra 2   | Andata  | Ritorno    | Totale  |
| ----------------- | ----------- | ------- | ---------- | ------- |
| Pallamano Trieste | KIF Kolding | Trieste | Copenaghen | 45 - 46 |
| Pallamano Trieste | KIF Kolding | 26- 22  | 19- 24     | 45 - 46 |

## Classifica

### Serie A1
|  | Pos. | Squadra           | Pt | G  | V  | N | S  | GF  | GS  | D    | Note                                         |
|  | ---- | ----------------- | -- | -- | -- | - | -- | --- | --- | ---- | -------------------------------------------- |
|  | 1.   | Trieste           | 69 | 26 | 22 | 3 | 1  | 717 | 578 | +139 | Qualificato alla Champions League 2000-2001  |
|  | 2.   | Prato             | 65 | 26 | 21 | 2 | 3  | 707 | 576 | +131 | Qualificato alla Coppa delle Coppe 2000-2001 |
|  | 3.   | Rubiera           | 64 | 26 | 20 | 4 | 2  | 615 | 549 | +66  | Qualificato alla EHF Cup 2000-2001           |
|  | 4.   | Brixen            | 53 | 26 | 17 | 2 | 7  | 585 | 565 | +60  | Qualificato alla Challenge Cup 2000-2001     |
|  | 5.   | Bologna United    | 41 | 26 | 12 | 5 | 9  | 648 | 615 | +33  |                                              |
|  | 6.   | Modena            | 39 | 26 | 12 | 3 | 11 | 631 | 605 | +26  |                                              |
|  | 7.   | Meran             | 34 | 26 | 11 | 1 | 14 | 674 | 684 | -10  |                                              |
|  | 8.   | Conversano        | 33 | 26 | 10 | 3 | 13 | 650 | 661 | -11  |                                              |
|  | 9.   | Haenna            | 30 | 26 | 10 | 0 | 16 | 674 | 725 | -51  |                                              |
|  | 10.  | Mordano           | 26 | 26 | 8  | 2 | 16 | 585 | 648 | -63  |                                              |
|  | 11.  | Messina           | 21 | 26 | 6  | 3 | 17 | 584 | 648 | -64  |                                              |
|  | 12.  | Ortigia           | 20 | 26 | 6  | 2 | 18 | 561 | 646 | -85  |                                              |
|  | 13.  | Junior Fasano     | 19 | 26 | 6  | 1 | 19 | 624 | 716 | -92  | Retrocesso in Serie A2 2000-2001             |
|  | 14.  | Città Sant'Angelo | 16 | 26 | 5  | 1 | 20 | 622 | 701 | -79  | Retrocesso in Serie A2 2000-2001             |

## Statistiche

### Di squadra

#### Riepilogo partite
| Competizione                   | Punti | In casa | In casa | In casa | In casa | In casa | In casa | In trasferta | In trasferta | In trasferta | In trasferta | In trasferta | In trasferta | Totale | Totale | Totale | Totale | Totale | Totale |
| Competizione                   | Punti | G       | V       | N       | P       | Gf      | Gs      | G            | V            | N            | P            | Gf           | Gs           | G      | V      | N      | P      | Gf     | Gs     |
| ------------------------------ | ----- | ------- | ------- | ------- | ------- | ------- | ------- | ------------ | ------------ | ------------ | ------------ | ------------ | ------------ | ------ | ------ | ------ | ------ | ------ | ------ |
| Campionato - Stagione Regolare | 69    | 13      | 11      | 2       | 0       | 375     | 290     | 13           | 11           | 1            | 1            | 342          | 288          | 26     | 22     | 3      | 1      | 717    | 578    |
| Campionato - Play Off Scudetto | -     | 3       | 3       | 0       | 0       | 81      | 60      | 3            | 3            | 0            | 0            | 80           | 53           | 6      | 6      | 0      | 0      | 161    | 113    |
| Coppa Italia                   | -     | 4       | 3       | 0       | 1       | 107     | 86      | 4            | 3            | 1            | 0            | 95           | 73           | 8      | 6      | 1      | 1      | 202    | 159    |
| Cup Winners'Cup                | -     | 3       | 3       | 0       | 0       | 78      | 59      | 3            | 0            | 1            | 2            | 62           | 69           | 6      | 3      | 1      | 2      | 140    | 128    |
| Totale                         | 69    | 23      | 20      | 2       | 1       | 641     | 495     | 23           | 17           | 3            | 3            | 579          | 483          | 46     | 37     | 5      | 4      | 1220   | 978    |

### Individuali

#### Classifica marcatori
| N. | Giocatore               | Reti |
| -- | ----------------------- | ---- |
| 20 | Tite Kalandadze         | 150  |
| 8  | Marcelo Schmidt-Ricci   | 104  |
| 9  | Alessandro Fusina       | 102  |
| 18 | Eremia Piriianu         | 93   |
| 14 | Alessandro Tarafino     | 76   |
| 15 | Marco Lo Duca           | 60   |
| 11 | Antonio Pastorelli      | 49   |
| 10 | Michele Guerrazzi       | 23   |
| 6  | Kalle Andersson         | 13   |
| 3  | Nino Velenik            | 13   |
| 4  | Giorgio Oveglia         | 3    |
|    | Massimiliano Martinelli | 3    |